# سوتلا بژکوا
سِوِتلا بُژکُوا گیولِوا (به بلغاری: Светла Божкова Гюлева؛ زادهٔ ۱۳ مارس ۱۹۵۱ در یامبُل) بانوی پرتابگر دیسک بازنشسته است که در دو المپیک تابستانی ۱۹۷۲ و ۱۹۸۰ در تیم ملی بلغارستان حضور داشت. او که عضو باشگاه‌های توندژا یامبُل و لِوسکی-اسپارتاک بود، بهترین رکورد شخصی خود را (۶۷٫۲۶ متر) در سال ۱۹۸۰ به ثبت رساند.